# 李大为 (军人)
李大为（1987年9月—2006年7月16日），是一名服役於中国人民解放军广州军区的軍人，在2006年中国南方水灾的救灾工作中殉職，被追认为「革命烈士」。

## 生平
李大为毕业後曾先後到廢物回收站和鑄造廠工作，後來決定参军入伍；他在军旅生涯中擔任過通信兵、打字员、軍事糾察等軍職，曾被評選為「优秀士兵」。李大为關心新兵和傷兵，工作少有失誤，曾與同袍一起制服在餐廳闹事的惯犯。
2006年7月，強烈熱帶風暴碧利斯為粵東和粤北帶來了持续的暴雨，造成一場非常嚴重的洪灾；韶关军分区的軍人和民兵組織救灾工作，李大为也請求参與灾难应对。7月15日，李大为和同袍來到受災村落，發現有十多名村民（包括婴儿）被困在房屋裡；他的同袍把衝鋒舟駛至一棵大树旁，李大为則站在衝鋒舟和房屋之間，讓85名受災村民踩着他的肩膊，走到衝鋒舟上。指挥所翌日接報，得知該村落還有14名村民遇險，李大为一行人前來救援，成功营救其中12名村民；他們打算救出其餘兩人，突然有一堆木头撞過来，冲锋舟被浪打翻，該两名村民捲进水裡。李大为抓住一根在水上漂浮的木头，把村民推到木头處，自己卻被洪水捲走。
此後，李大为失蹤了40多天，相關人員努力搜索他的遺體。8月30日，韶关市有村民致電派出所报案，聲稱在韶关市犁市镇发现一具穿救生衣和迷彩服的屍體；派出所派遣2名民警前往核查，其後證實該具遺體屬於李大为。广东省军区決定把李大为追認為中国共产党正式党员，向他追记一等功，而中國共青团有關方面亦向他追授「青年五四奖章」；李大为也被追封「革命烈士」和「捨身为民好战士」的稱號。獲救村民集體向李大为的母亲下跪致謝；湞江區建了一所以李大为命名的學校，李大为纪念馆和纪念亭也分別落成。